# Classe Epic
La classe Epic est une classe d'un seul navire de croisière exploitée par la société Norwegian Cruise Line. Le dernier navire a été commandé en 2008.
Cette classe représente le plus gros paquebot de la flotte de Norwegian Cruise Line. Actuellement, un navire est en activité : le Norwegian Epic.
C'est la quatrième classe de paquebots appartenant à Norwegian Cruise Line dont les premières classes sont : la Classe Leo,  la Classe Sky, la Classe Libra et la Classe Jewel. La Classe Breakaway fait suite à la classe Epic.

## Histoire
En 2006, Norwegian Cruise Line commande 2 paquebots de classe Epic aux Chantiers de l'Atlantique STX France de Saint-Nazaire. C'est l'une des plus grosses commandes enregistrées par les chantiers. Le contrat comprenait aussi une option de deux paquebots supplémentaires. La livraison du premier navires était prévu en 2010, la livraison du deuxième était prévu pour 2012. En 2009, un an avant la livraison du Norwegian Epic (le premier navire de la classe) des rumeurs circulent entre un conflit entre Norwegian Cruise Line et les Chantiers de l'Atlantique. La direction de la Norwegian Cruise Line ayant été modifié, la nouvelle direction change certaint aspets de la classe Epic. Ces modifications sont effectués sur le Norwegian Epic mais les chantiers reclament le paiement de plus pour les modifications, le montant du Norwegian Epic est alors d'environ 900 millions d'euros. La compagnie décide donc d'annuler la construction du deuxième navire ainsi que l'option. Le Norwegian Epic devient alors le plus cher paquebot du monde après les paquebots de classe Oasis. Le Norwegian Epic est finalement bel et bien livré en 2010 par les chantiers.

## Description
La classe F3 surpasse la classe Jewel comme plus grand navire de croisière, avec une marge de plus de 50 000 tonneaux. 
La Classe Epic représente une troisième génération de navire de « croisière libre » et sa taille permet à la Norwegian Cruise Line d’avoir un bateau équivalent à la « méga-classe » de ses concurrents : Royal Caribbean International, Carnival Cruises et même MSC Croisières.

La Classe Epic peut accueillir 4100 passagers, disposant de 2 109 cabines de 30 catégories différentes sur 7 ponts réservés à leur usage.

### Loisirs proposés
La Classe Epic propose un grand nombre d’activités et de loisirs, entre autres  :
- 18 bars et salons, dont un « Ice bar » conditionné à −12 °C
- 14 restaurants
- 1 terrain multi-sports : (basket-ball, baseball, tennis, football, volley-ball)
- 6 pistes de bowling
- 1 parc aquatique
- mur d'escalade et de descente en rappel
- centre de fitness, salle de sport, thermes
- salles de jeux pour enfants et adolescents, salles de jeux vidéo
- night-club
- salles de cinéma et de conférence

## Les unités de la classe
- Norwegian Epic - mis en service en juin 2010.